# The Queen Is Dead
The Queen Is Dead è il terzo album in studio della band inglese The Smiths pubblicato il 16 giugno 1986 dalla Rough Trade Records.
Il disco raggiunse la posizione numero due nella classifica dei dischi più venduti in Inghilterra e la 70 in quella americana.
Nel novembre del 2003, la rivista statunitense Rolling Stone ha inserito l'album al 216º posto nella lista dei 500 migliori album di sempre.

## Il disco
Johnny Marr iniziò il lavoro di scrittura dell'album mentre gli Smiths erano in tour in Gran Bretagna, all'inizio del 1985, elaborando alcuni spunti melodici durante i soundcheck prima dei concerti, assieme al bassista Andy Rourke e al batterista Mike Joyce.
La prima canzone dell'album ad essere registrata, nel mese di luglio del 1985, in un piccolo studio di Manchester, fu The Boy with the Thorn in His Side. Il risultato venne considerato molto soddisfacente dalla band, tanto da decidere per una sua pubblicazione come singolo promozionale dell'album e quindi, il 16 settembre 1985, il disco venne lanciato sul mercato e raggiunse la posizione numero 23 nella Official Singles Chart. Le registrazioni poi proseguirono e, nel mese di agosto del 1985, presso gli studi RAK di Londra, la band svolse ulteriori session per Bigmouth Strikes Again e Some Girls Are Bigger Than Others, per poi spostarsi nei Jacob Studios di Farnham, dove gli Smiths ultimarono le registrazioni del resto dell'album.
La produzione dell'intero lavoro venne curata dagli stessi Morrissey e Marr, con l'apporto del sodale Stephen Street (già produttore dell'album Meat Is Murder) ma solo come ingegnere del suono. Nonostante piccoli dissidi con la Rough Trade, secondo lo stesso Street "l'atmosfera in studio era molto, molto costruttiva. Morrissey, Johnny (Marr, ndr) ed io avevamo un ottimo rapporto di lavoro. Eravamo tutti, più o meno, della stessa età e con lo stesso tipo di mentalità e quindi tutti si sono sentiti abbastanza rilassati in studio"
The Queen Is Dead è generalmente considerato il miglior lavoro dalla band mancuniana, nonostante sia Morrissey che Marr gli preferiscano il successivo Strangeways, Here We Come.

### Descrizione dei brani

#### The Queen Is Dead
La title track dell'album prende a prestito il titolo dal romanzo di Hubert Selby, Last Exit To Brooklyn del 1964 ed è basata, musicalmente, su una canzone che Johnny Marr aveva cominciato a scrivere già da adolescente.
Morrissey lancia la sua pungente invettiva contro la Regina d'Inghilterra, in questa prima (di molte altre) canzoni contro la monarchia, definita dal cantante "del tutto contro ogni nozione di democrazia, oltre che un mistero per molte persone... per essere protetti da ogni eventuale indagine sulle loro ridicole storie, sui loro abiti da sposa e sui loro drammi da romanzi soap".
The Queen Is Dead fu una delle ultime canzoni ad essere registrate, in ordine di tempo, durante le session dell'album. Il campionamento iniziale, Take Me Back To Dear Old Blighty, è tratto da una vecchia canzone dell'esercito inglese, dal film La stanza a forma di L (The L Shaped Room), diretto da Bryan Forbes nel 1962 ed interpretato dall'attrice Cicely Courtneidge

#### Frankly, Mr. Shankly
Sembra che il soggetto protagonista del testo sia Geoff Travis, proprietario della Rough Trade, l'etichetta del gruppo. Morrissey era risentito con la label per via del fatto che gli Smiths, secondo il suo parere, non stavano ricevendo il giusto ritorno economico, a fronte del successo di vendite dei loro dischi. Decise quindi di scrivere una canzone sotto forma di lettera, diretta allo stesso Travis, mascherato dietro il fittizio nome di Mr Shankly. La circostanza è stata confermata in qualche modo anche da Marr («La storia è vera, o almeno credo. Al tempo mi fu riferita da qualcuno dell'etichetta».) Geoff Travis replicò all'insinuazione: «C'è molto humour nel testo e non sono per niente arrabbiato per il riferimento. Cattiveria gratuita? Credo che ce ne sia molta, ma non la prendo troppo sul serio. A Morrissey piace divertirsi un po' e questo fa parte del rock'n'roll». All'epoca, Geoff Travis, era solito scrivere poesie ed inviarle allo stesso Morrissey per richiederne un suo parere e riconobbe anche come, il verso che parla di poesia maledettamente schifosa («I didn't realise you wrote such bloody awful poetry, Mr. Shankly») potesse far riferimento ad un suo componimento.

#### I Know It's Over
Probabilmente il testo più poetico della carriera del cantante che parla della fine di un rapporto amoroso in cui, il protagonista, sembra mettere sullo stesso piano la sua morte imminente con una sensazione di totale impotenza e in cui, l'immagine di una persona morente sopra una tomba è vista come una contemplazione di un suicidio che però non è realmente un'opzione per l'autore, data anche la paura della morte stessa. Nell'ottobre del 2014, durante un concerto del suo tour italiano, Morrissey ebbe a rivelare la circostanza secondo cui, la melodia del brano, fosse stata composta prendendo ispirazione da Cuore, versione italiana della hit statunitense Heart (I Hear Your Beat), originariamente scritta da Barry Mann e Cynthia Weil e portata al successo nel 1963 da Rita Pavone.

#### Never Had No One Ever
«Il testo parla della frustrazione che ho provato all'età di 20 anni, quando ancora non mi sentivo a mio agio nel camminare per le strade nelle quali ero nato, dove la mia famiglia aveva vissuto. Originariamente loro vengono dall'Irlanda ma sono qui sin dagli anni Cinquanta. Non ho mai capito perché non ho mai sentito che questa era la mia zona, questa è casa mia, conosco questa gente. Posso fare quel che voglio, perché tutto questo mi appartiene. Non è mai stato così. Non ho mai potuto camminare a mio agio». (Morrissey intervistato da Melody Maker, 1986)
Musicalmente, il brano, venne completato nel mese di agosto del 1985 e, secondo Johnny Marr: «L'atmosfera di quel pezzo riassume praticamente l'intero album e quello che c'è voluto per registrarlo».

#### Cemetry Gates
Cemetry Gates (sic) era la risposta diretta di Morrissey ai critici che avevano gridato allo scandalo per il suo uso plagiaristico di testi scritti da alcuni dei suoi autori preferiti, in particolare Shelagh Delaney ed Elizabeth Smart. Anche per questo motivo, una citazione di Oscar Wilde (anch'esso spesso accusato di plagio) "Il talento prende in prestito, il genio ruba", venne incisa nel vinile del singolo.
Il testo della canzone rievoca, plagio a parte, i ricordi di Morrissey di quando visitava il cimitero Southern di Manchester, assieme alla sua grande amica di quel tempo, Linder Sterling.
Il verso «all those people all those lives» è una citazione tratta dal film Il signore resta a pranzo, diretto nel 1942 da William Keighley («All those people, all those lives, where are they now? Here was a woman who once lived and loved, full of the same passions, fears, jealousies, hates. And what remains of it now ... I want to cry».), pellicola da cui il cantante prese spunto anche per il suo pseudonimo, Sheridan Whitehead.

#### Bigmouth Strikes Again
In questo testo Morrissey dipinge se stesso come una Giovanna d'Arco, un incompreso, ma anche uno che parla troppo (Bigmouth) e che quindi finirà per essere bruciato vivo («And now I know how Joan of Arc felt / Now I know how Joan of Arc felt / As the flames rose to her roman nose / And her hearing-aid started to melt»). L'auricolare (hearing-aid) che Giovanna d'Arco indosserebbe nel testo è un chiaro riferimento al vezzo del cantante (all'inizio della carriera) di indossarne uno durante i concerti e le apparizioni televisive (famosa quella a Top of the Pops).
Durante le session, Morrissey decise di sperimentare differenti effetti sulla sua voce attraverso l'uso di un armonizzatore aumentando, ad esempio, di un'ottava il tono della linea vocale e riuscendo ad ottenere un effetto (il cosiddetto pitch-shift) che la rendeva a metà tra il falsetto e la voce femminile.
Il risultato piacque molto a tutta la band, tanto che l'effetto fu usato in alcune canzoni dell'album, tra cui, appunto, Bigmouth Strikes Again, dove la linea della seconda voce, registrata inizialmente da Kirsty MacColl, venne poi sostituita da quella "effettata" di Morrissey e accreditata, nelle note di copertina dell'album, a nome Ann Coates, gioco di parole con Ancoats, il nome di un distretto di Manchester..

#### The Boy with the Thorn in His Side
Il testo racconta di un rapporto visto come destinato a fallire e delle frustrazioni riguardo alle previsioni pessimistiche e ciniche per il futuro. Allegoricamente si riferisce al fatto che la band non fosse riuscita, nel corso degli anni, a farsi apprezzare da parte dell'industria musicale.
Ad una giornalista di Channel 4 che gli chiedeva se questa canzone fosse stata ispirata da Oscar Wilde, Morrissey rispose: «No, non lo è. La spina raffigura l'industria della musica e tutte quelle persone che non hanno mai creduto in qualsiasi cosa dicessi e che hanno cercato di sbarazzarsi di me e non hanno mai voluto suonare il disco. Quindi penso che ormai abbiamo raggiunto una fase in cui ci sentiamo come se non mi credono ora, potranno credermi mai? Di più cosa può fare un povero ragazzo?»
Il brano è stato scritto in tour nella primavera del 1985 e venne pubblicato anche come singolo, il primo della band ad essere accompagnato da un video promozionale, cosa che gli Smiths avevano sempre rifiutato di fare, prima di allora.

#### Vicar in a Tutu
Un testo ironico che si prende gioco della Chiesa: un ladro, nascosto sul tetto della parrocchia, osserva l'insolito prete in calzamaglia che si esibisce danzando fra i fedeli, mentre la perpetua raccoglie le offerte, donate dai fedeli più per lo spettacolo che per l'istituzione stessa. E, come se niente fosse, prosegue il testo, il giorno dopo, finita la predica («The next day in the pulpit / With Freedom and Ease / Combatting ignorance, dust with disease») il parroco ricomincia il suo eccentrico spettacolino («As natural as Rain / And he dances again and again...»).
La frase «Combatting ignorance and disease» è tratta dal film britannico Billy il bugiardo (Billy Liar), diretto da John Schlesinger nel 1963 e fonte di molti versi delle canzoni di Morrissey.

#### There Is a Light That Never Goes Out
Il testo della canzone descrive la storia di due amanti e la loro stretta relazione, fra amore non dichiarato e morte, fino alle estreme conseguenze di un incidente stradale accanto alla persona amata («And if a double-decker bus / Crashes into us / To die by your side / Is such a heavenly way to die / And if a ten ton truck / Kills the both of us / To die by your side / Well, the pleasure, the privilege is mine»). La paura del buio nel sottopassaggio è forse la paura del rifiuto della persona amata, o di una nuova relazione («And in the darkened underpass / I thought Oh God, my chance has come at last! / But then a strange fear gripped me / And I just couldn't ask»). La luce che non si spegnerà mai («The light that never goes out») simboleggia la luce di questo amore inconfessato, nell'anima del passeggero di quest'auto.
Musicalmente contiene una sequenza armonica tratta da un brano di Marvin Gaye (Hitch Hike), nella versione eseguita dai Rolling Stones. Johnny Marr disse di averla inclusa quasi per gioco, per vedere cioè se la stampa musicale inglese sarebbe stata in grado di ricondurre tale citazione alla band che, originariamente (sempre secondo il chitarrista), aveva "rubato" quella linea melodica, ovvero i Velvet Underground in There She Goes Again. «Sapevo di essere più intelligente di loro», commentò poi Marr, «I was listening to what The Velvet Underground were listening to».

#### Some Girls Are Bigger Than Others
Il significato del brano è esattamente esemplificato dal paradossale titolo che descrive come, l'indifferenza del protagonista verso l'altro sesso, lo porta a dire che, per anni, non si è mai accorto che alcune ragazze sono più grandi di altre: "Voglio scrivere delle donne. La stessa idea dell'essere donna è qualcosa di ampiamente inesplorato per quanto mi riguarda. Sto comprendendo cose sulle donne che non avevo compreso finora e Some Girls riduce tutto all'assurdità di base nel riconoscere i contorni di un corpo. Il fatto che abbia attraversato velocemente 26 anni di vita senza neppure notare che i contorni del corpo sono diversi da persona a persona è una farsa scandalosa!" (Morrissey intervistato da NME, 1986)
I versi della parte finale del testo («Send me the pillow / The one that you dream on») sono presi in prestito dal brano del 1962, Send Me The Pillow You Dream On di Johnny Tillotson. 
L'idea che le curiose dissolvenze di volume, all'inizio del brano, non siano state inserite di proposito è stata poi negata dal produttore Stephen Street, che ha ammesso di aver creato appositamente l'effetto per dare l'impressione di una porta che si chiude e poi di nuovo si riapre: «L'effetto doveva essere come se la musica fosse in una sala da qualche parte, va via, poi torna ed è bella, pulita ed asciutta. Un po' come aprire una porta, chiuderla e poi aprirla di nuovo ed entrare dentro».

### Titolo e copertina
Inizialmente, il titolo del disco avrebbe dovuto essere Margaret On The Guillotine, un chiaro riferimento all'allora premier britannico Margaret Thatcher e alle politiche conservatrici del suo governo. Abbandonata l'idea di quel titolo, Morrissey, si lasciò ispirare dal lavoro di Hubert Selby: The Queen Is Dead, infatti, è il titolo del primo racconto (del 1958) dell'autore americano, raccolto poi in forma di capitolo, nel successivo romanzo, Ultima uscita per Brooklyn.
La foto di copertina, raffigurante l'attore francese Alain Delon, è stata tratta da una scena del film L'insoumis (Il ribelle di Algeri), noir del 1965. Sui due lati del vinile sono incise le frasi: FEAR OF MANCHESTER / THEM WAS ROTTEN DAYS. La seconda incisione è tratta da un dialogo del film Sabato sera, domenica mattina, diretto da Karel Reisz nel 1960 e tratto dall'omonimo romanzo di Alan Sillitoe.

## Tracce
Testi e musiche di Morrissey - Johnny Marr.
1. The Queen Is Dead – 6:24
2. Frankly, Mr. Shankly – 2:17
3. I Know It's Over – 5:48
4. Never Had No One Ever – 3:36
5. Cemetry Gates – 2:39
6. Bigmouth Strikes Again – 3:12
7. The Boy with the Thorn in His Side – 3:15
8. Vicar in a Tutu – 2:21
9. There Is a Light That Never Goes Out – 4:02
10. Some Girls Are Bigger Than Others – 3:14

## Formazione
- Morrissey - voce
- Johnny Marr - chitarra, harmonium, sintetizzatore
- Andy Rourke - basso
- Mike Joyce - batteria

## Accoglienza
| Recensione                    | Giudizio |
| ----------------------------- | -------- |
| AllMusic                      | [ 36 ]   |
| Blender                       | [ 37 ]   |
| Chicago Tribune               | [ 38 ]   |
| Mojo                          | [ 39 ]   |
| Pitchfork                     | 10/10    |
| Q                             | [ 41 ]   |
| Rolling Stone                 | [ 42 ]   |
| The Rolling Stone Album Guide | [ 43 ]   |
| Uncut                         | [ 44 ]   |
| The Village Voice             | B+       |

Dalle recensioni contemporanee, Mark Coleman di Rolling Stone rimarcò il senso dell'umorismo di Morrissey e individuò la performance del cantante in Cemetry Gates come un punto culminante, concludendo con le parole: "piaccia o no, questo ragazzo resterà in giro per un bel po'". Scrivendo sulla rivista Smash Hits, Tom Hibbert recensì favorevolmente l'album, dichiarando che "le chitarre sono fantastiche, alcune parole sono meravigliose, altre come graffi su una scrivania della Fifth Form", oltre a descrivere Morrissey come "mezzo genio e mezzo buffone". Robert Christgau del The Village Voice scrisse che, nonostante la sua antipatia per i precedenti album degli Smiths, egli ebbe un'"attrazione immediata" per The Queen Is Dead, dove scoprì che "Morrissey indossa la sua arguzia sulla manica, esponendo la regina come Johnny Rotten non ha mai fatto", il che "rende più facile accettare le sue scappatelle lunatiche". J. D. Considine trovò che il gruppo "incarnasse tutto ciò che è ammirevole e fastidioso della nuova musica britannica" notando che il materiale del gruppo "è terribilmente intonato" a causa del "lavoro di chitarra incisivo e viscerale" di Marr, ma che Morrissey "aveva la tendenza ad allontanarsi dalle nozioni convenzionali di intonazione spesso distorcendo le melodie della band nel processo". Considine concluse scrivendo che Morrissey era "in gran parte in controllo della propria voce" lodando Cemetery Gates, Bigmouth Strikes Again e dichiarando che There Is a Light That Never Goes Out era la sua "performance più affascinante".
Il sito web Pitchfork indicò The Queen Is Dead sesto miglior album degli anni ottanta. Nel 2000 il disco è stato votato alla decima posizione nella lista All Time Top 1000 Albums di Colin Larkin. Nel 2003 Rolling Stone ha inserito l'album al 216º posto nella sua lista dei 500 migliori album di sempre, e al 218º nell'edizione rivisitata del 2012. Nel 2006 The Queen Is Dead è stato nominato secondo miglior album britannico di sempre da NME. Nel 2006 la rivista Q ha posizionato l'album al terzo posto nella sua lista "40 Best Albums of the '80s". La rivista Clash inserì The Queen Is Dead nella sua "Classic Album Hall of Fame" nel giugno 2011. Nel 2012 Slant Magazine l'ha inserito alla posizione numero 16 nella classifica "Best Albums of the 1980s" e scrisse: "Non ci sarà mai più un album indie-rock valido tanto quanto The Queen Is Dead". Nel 2013 The Queen Is Dead si è classificato al primo posto nella classifica "Greatest Albums of All Time" di NME. Gavin Edwards di Rolling Stone ha visto retrospettivamente l'album come "uno degli album rock più divertenti di sempre", osservando che Morrissey aveva "imparato a esprimere il suo disprezzo per se stesso attraverso la presa in giro" mentre Johnny Marr "ha abbinato il suo spiritoso eccesso verbale con musica flessibile".

## Controversia sul 30º anniversario
Nel maggio del 2016, nell'imminenza del 30º anniversario dalla pubblicazione dell'album, uscito il 16 giugno del 1986, con un lungo post sul suo sito True-To-You.net, Morrissey ha accusato la Warner e la Sire Records, le etichette che all'epoca diedero alle stampe The Queen Is Dead, di essersi rifiutate di ristampare sia il disco che il singolo con la title track in occasione della prossima ricorrenza.
(True-to-you del 13 maggio 2016)